# کرالوو (استان خاسکوو)
کرالوو (به بلغاری: Kralevo) یک منطقهٔ مسکونی در بلغارستان است که در استان خاسکوو واقع شده‌است.